# 히르체브루흐-리만-로흐 정리
수학에서 히르체브루흐-리만-로흐 정리(영어: Hirzebruch–Riemann–Roch theorem)는 리만-로흐 정리를 임의의 차원의 복소다양체 위의 일반적인 해석적 벡터다발로 일반화한 정리다.

## 정의
콤팩트 복소다양체 {\displaystyle X} 위에 해석적 벡터다발 {\displaystyle E\to X}가 있다고 하자. 그렇다면 {\displaystyle E}의 코호몰로지와, 이에 대응하는 오일러 지표 {\displaystyle \chi (E)}를 정의할 수 있다. 히르체브루흐-리만-로흐 정리에 따르면, 이는 다음과 같다.
{\displaystyle \chi (E)=\int _{X}\operatorname {ch} (E)\operatorname {Td} (X)}
여기서 {\displaystyle \operatorname {ch} (E)}는 {\displaystyle E}의 천 지표, {\displaystyle \operatorname {Td} (X)}는 {\displaystyle X}의 접다발의 토드 특성류다.

## 예
{\displaystyle X}가 리만 곡면이라고 하고, {\displaystyle E\to X} 가 인자류 {\displaystyle [D]}에 대응하는 해석적 선다발이라고 하자. 그렇다면
{\displaystyle \chi (E)=h^{0}(E)-h^{1}(E)}
{\displaystyle \operatorname {ch} (E)=1+c_{1}(E)}
{\displaystyle \operatorname {Td} (X)=1+c_{1}(X)/2}
이다. 따라서 히르체브루흐-리만-로흐 정리는
{\displaystyle h^{0}(E)-h^{1}(E)=\int _{X}(c_{1}(E)+c_{1}(X)/2)}
이다. 복소1차원에서, 오일러 특성류는 {\displaystyle c_{1}}이므로, {\displaystyle c_{1}(X)}는 {\displaystyle X}의 오일러 지표
{\displaystyle \int _{X}c_{1}(X)=\chi (X)=2-2g}
이다. 여기서 {\displaystyle g}는 {\displaystyle X}의 종수(genus)다. 또한,
{\displaystyle \int _{X}c_{1}(E)=\deg D}
이다. 또한,
{\displaystyle h^{0}(E)=I(D)}
이고, 세르 쌍대성에 의하여
{\displaystyle h^{1}(E)=h^{0}({\mathcal {O}}(K)\otimes E^{-1})=I(K-D)}
({\displaystyle K}는 표준 선다발의 인자)이므로, 리만-로흐 정리
{\displaystyle I(D)-I(K-D)=\deg D+1-g}
를 얻는다.

### 오일러 지표
복소수 {\displaystyle n}차원 콤팩트 켈러 다양체 {\displaystyle M}의 경우, 오일러 지표는 돌보 코호몰로지를 통해 계산할 수 있다. 구체적으로,
{\displaystyle \chi (M)=\sum _{p,q}(-1)^{p+q}h^{p,q}(M)=\sum _{n}(-1)^{p}\chi \left(\bigwedge ^{p}T_{\mathbb {C} }^{*}M\right)}
이다. 여기서 {\displaystyle h^{p,q}(M)}는 호지 수이며, {\displaystyle T_{\mathbb {C} }^{*}M}은 {\displaystyle M}의 복소수 공변접다발이다.
분할 원리(영어: splitting principle)에 따라, {\displaystyle T_{\mathbb {C} }M}을 구성하는 복소수 선다발들의 1차 천 특성류가
{\displaystyle (x_{i})_{i=1,\dots ,n}}
라고 하자. 즉, 공변접다발을 구성하는 복소수 선다발들의 1차 천 특성류는 {\displaystyle -x_{i}}이다. 그렇다면,
{\displaystyle \bigwedge ^{p}T_{\mathbb {C} }^{*}M}
의 천 지표는 다음과 같다.
{\displaystyle \operatorname {ch} \left(\bigwedge ^{p}T_{\mathbb {C} }^{*}M\right)=\sum _{I\subseteq \{1,2,\dots ,n\}}^{|I|=p}\prod _{i\in I}\exp(-x_{i})}
즉,
{\displaystyle \sum _{p=0}^{n}(-1)^{p}\operatorname {ch} \left(\bigwedge ^{p}T_{\mathbb {C} }^{*}M\right)=\prod _{i=1}^{n}(1-\exp(-x_{i}))}
이다. 따라서, {\displaystyle M}의 오일러 지표는 히르체브루흐-리만-로흐 정리를 통해 다음과 같이 계산할 수 있다.
{\displaystyle \chi (M)=\int _{M}\operatorname {Td} (TM)\sum _{p=0}^{n}(-1)^{p}\operatorname {ch} \left(\bigwedge ^{p}T_{\mathbb {C} }^{*}M\right)=\int _{M}\prod _{i=1}^{n}{\frac {x_{i}}{1-\exp(-x_{i})}}(1-\exp(-x_{i}))=\int _{M}\prod _{i=1}^{n}x_{i}=\int _{M}c_{n}(TM)}
즉, {\displaystyle M}의 최고차 천 수이다. 복소다양체의 경우 최고차 천 특성류는 오일러 특성류와 같으므로, 이는 오일러 지표를 올바르게 계산한다.

## 역사
프리드리히 히르체브루흐가 1954년에 증명하였다.

## 같이 보기
- 아티야-싱어 지표 정리
- 그로텐디크-리만-로흐 정리